# Irrelevant
Singles de P!nk
All I Know So Far
(2021) Never Gonna Not Dance Again
(2022)
Irrelevant est une chanson interprétée par la chanteuse américaine P!nk.
C'est une chanson qui a été écrite par l'artiste à la suite d'échanges virulents sur Twitter et Instagram avec des fans qui considèrent que l'artiste ne doit pas donner son avis sur des sujets politiques, notamment l'abrogation du droit à l'avortement aux États-Unis.
Le titre sort le 14 juillet 2022 sur YouTube, les radios et en streaming. Une vidéo a également été faite. Elle sort quelques jours après le titre, le 18 juillet 2022.
Bien qu'il soit régulièrement diffusé par les radios, il ne sera pas inclus dans l'album Trustfall, pourtant en cours d'enregistrement.

## Liste des pistes
| 1. | Irrelevant | P!nk | 3:53 |